# Indcar Cytios
L'Indcar Cytios è un modello di minibus urbano progettato dalla francese Vehixel su telaio Renault Master, Iveco Daily o Mercedes-Benz Sprinter, costruito in collaborazione con Indcar e commercializzato con i rispettivi marchi (Renault, Iveco/Irisbus e Mercedes-Benz). Il mezzo è principalmente diffuso in Francia e Italia sebbene alcuni esemplari circolino anche in Ungheria.

## Storia
La gamma Cityos è nata nel 2015 per creare un nuovo modello di minibus urbano semplice e a basso costo per gli operatori di trasporto pubblico.

## Tecnica
Il Cytios è commercializzato in tre versioni differenti: Cytios 2, su telaio Renault Master, Cytios 3, su telaio Mercedes-Benz Sprinter e Cytios 4, su telaio Iveco 70C17 Daily, in entrambi i casi disponibili solo con l'alimentazione a gasolio.
Il primo è lungo quasi 7 metri per 2,1 di larghezza e ha una capienza di circa 22 passeggeri. Monta un motore con una potenza massima di 143 cavalli vapore abbinato ad un cambio automatico a sette marce più retromarcia.
Il secondo è lungo 7,3 metri per 2,2 di larghezza e ha una capienza di circa 41 passeggeri. Monta un motore Iveco F1CFL411W con una potenza massima di 180 cavalli vapore abbinato ad un cambio automatico a otto marce più retromarcia.

## Diffusione
Il Cytios si è diffuso maggiormente in Francia, dove viene utilizzato principalmente nei comuni più piccoli, e in Italia. Diversi esemplari di entrambe le versioni sono presenti nella flotta di Roma TPL.
Numerosi esemplari di Cytios 3 sono stati acquistati per prestare servizio a Budapest, in Ungheria.